# 切萨诺博斯科内
切萨诺博斯科内（義大利語：Cesano Boscone），是意大利米兰省的一个市镇。总面积4平方公里，人口23776人，人口密度5944.0人/平方公里（2009年）。国家统计（ISTAT）代码为015074。